# Mary Hamilton Swindler
 Mary Hamilton Swindler  (1er janvier 1884 — 6 janvier 1967) est une archéologue et universitaire de l'art classique américaine. Elle a été historienne de l'art au Bryn Mawr College ainsi que professeur d'archéologie dans plusieurs universités aux États-Unis. Elle a participé à plusieurs fouilles archéologiques à travers le monde.

## Enfance et études
Swindler est née à Bloomington (Indiana) entre le 1 et le 3 janvier 1884,,. Son surnom était Mayme. Ses parents son Harrison T. et Ida Hamilton Swindler. Swindler est scolarisée à l’école de Bloomington. Après avoir été diplômée de l’high school Swindler entre à l'Université de l'Indiana à Bloomington d'où elle obtient son Bachelor of Arts en 1905 et son Master en 1906. Elle se spécialise en grec, latin et en archéologie.
Le Bryn Mawr College lui attribue une bourse d'études de Grec en 1906 et 1907. Elle reçoit la Mary E. Garrett European Fellowship en 1909-1910 quand elle commence ses études à l'Université de Berlin et à l'American School of Classical Studies à Athènes en Grèce. Elle retourne ensuite à Bryn Mawr où elle reçoit son doctorat en 1912 puis devient membre de la faculté de Bryn Mawr. Dorothy Burr Thompson (en), étudiante à Bryn Mawr, fut influencée par Swindler, Swindler travailla avec Thompson sur des vases anciens dans la section méditerranéenne du Musée du Bryn Mawr College.

## Carrière
Swindler obtient un poste d'enseignant à plein temps en archéologie classique en 1931. Elle est éditrice en chef de l' American Journal of Archaeology  de 1932 à 1946,. Swindler est la fondatrice de l’Ella Riegel Memorial Museum for Archaeology, aussi connu comme la Classical and Near Eastern Archaeology Collection et l’Ella Riegel Study Collection, au Bryn Mawr College, après une expédition archéologique à Tarse en Cilicie (1934–1938),,. Swindler a été professeur d'archéologie au Bryn Mawr College, à l'Université de Pennsylvanie et à l'Université du Michigan à Ann Arbor. Alors qu'elle était professeur dans ces universités, elle écrivit des livres sur les débuts de l'art antique.

## Dernières années
À la fin des années 1940 et au début des années 1950 Swindler participe à des fouilles en Grèce, en Égypte et en Turquie. Elle travaille sur le site archéologique de Gordium en 1951. Même après avoir pris sa retraite en 1949 elle continue à être impliquée dans différentes fouilles archéologiques. Elle est souvent appelée pour consultation par l’American Council of Learned Societies, l’Archaeological Institute of America, l’American School of Classical Studies, l’American Association of University Women et l’Encyclopedia Britannica.
Swindler meurt le 16 janvier 1967 à Haverford (Pennsylvanie) de bronchopneumonie,.
Swindler a été la première femme éditeur en chef de l' American Journal of Archaeology  (1932 — 1946) depuis sa création en 1885.

## Prix et distinctions
Swindler est considérée comme une experte en peintures de la Grèce antique. Elle a reçu plusieurs Prix et distinctions, en particulier :
- 1941 – Diplôme honoraire LL.D. de l'Université de l'Indiana[1],[6],[11]
- 1951 – American Association of University Women (Achievement Award of $2500)[5],[7]
- 1959 – American Council of Learned Societies (Special Award of $10,000)[5],[7]

## Associations
- Membre de la Royal Society of the Arts, Londres.
- Membre de l'Institut archéologique allemand.

## Publications
- Another Vase by the Master of the Penthesilea Cylix  (1909)
- Cretan Elements in the Cults and Ritual of Apollo (1913)
- The Bryn Mawr Collection of Greek Vases  (1916)
- Ancient Painting from the Earliest Times to the Period of Christian Art  (1929)